# هیانگنوسان
هیانگنوسان (به لاتین: Hyangnosan) یک کوه در کره جنوبی است که در منطقه میریانگ واقع شد است. کوه هیانگنوسان ۹۷۹ متر ارتفاع دارد.